# Caddo Mills (Teksas)
Caddo Mills je grad u američkoj saveznoj državi Teksas. Prema popisu stanovništva iz 2010. u njemu je živjelo 1.338 stanovnika.